# Bioncourt
Bioncourt là một xã trong vùng Grand Est, thuộc tỉnh Moselle, quận Château-Salins, tổng Château-Salins. Tọa độ địa lý của xã là 48° 47' vĩ độ bắc, 06° 21' kinh độ đông. Bioncourt nằm trên độ cao trung bình là 210 mét trên mực nước biển, có điểm thấp nhất là 194 mét và điểm cao nhất là 290 mét. Xã có diện tích 8,21 km², dân số vào thời điểm 1999 là 309 người; mật độ dân số là 37 người/km². Xã thuộc Pháp từ năm 1766.

## Thông tin nhân khẩu
| 1962 | 1968 | 1975 | 1982 | 1990 | 1999 |
| ---- | ---- | ---- | ---- | ---- | ---- |
| 223  | 233  | 224  | 282  | 310  | 309  |